# Thomas Carew (Politiker, 1664)
Thomas Carew (* unsicher: getauft 31. März 1664; † 7. April 1705) war ein englischer Politiker und Offizier, der dreimal als Abgeordneter für das House of Commons gewählt wurde.  

## Herkunft und Ausbildung
Thomas Carew entstammte einer Nebenlinie der Familie Carew, einer weit verzweigten Familie der Gentry. Er war der älteste überlebende Sohn seines gleichnamigen Vaters Sir Thomas Carew und dessen Frau Elizabeth Cupper. Sein Vater war ein jüngerer Sohn von Richard Carew, 1. Baronet aus Antony in Cornwall und hatte als Anwalt und Politiker in Barley bei Exeter Karriere gemacht. Nach dem Tod seines Vaters 1681 erbte Carew dessen Grundbesitz bei Exeter. Ab 1684 lernte er Rechtskunde am Middle Temple.

## Karriere als Militär und Politiker
Vor 1690 wurde Carew unter dem Kommando des 1. Earl of Bath Offizier im 10. Regiment of Foot, das hauptsächlich in Cornwall rekrutiert wurde. Er wurde zum Hauptmann befördert, ehe er 1694 als Major zum Northcote’s Regiment wechselte. Dieses Regiment wurde jedoch nach dem Frieden von Rijswijk 1697 aufgelöst und Carew erhielt fortan nur Halbsold. Am 22. März 1701 wurde Carew bei einer Nachwahl in Saltash als Abgeordneter für das House of Commons gewählt. Seine Wahl verdankte er vermutlich dem Einfluss seines Cousins Richard Carew, 4. Baronet aus Antony, dessen Interessen er politisch vertreten sollte. Bei den Unterhauswahlen im Dezember 1701 und am 28. Juli 1702 wurde er wiedergewählt. Im House of Commons wurde er den Tories zugerechnet, doch konnte er kaum an den Sitzungen teilnehmen, da er wegen des Spanischen Erbfolgekriegs wieder als aktiver Militär diente. Als Major im 31. Regiment of Foot nahm er an dem Überfall auf Cádiz und an der Seeschlacht bei Vigo teil. 1703 wurde er zum Lieutenant Colonel befördert. 1704 nahm er wieder an den Sitzungen des House of Commons teil, dabei stimmte er, obwohl er als Tory galt, am 28. November 1704 gegen eine Grundsteuer, die sogenannte Tack. Er starb wenige Monate später und wurde in der St Thomas the Apostle's Church in Exeter begraben. Er war unverheiratet geblieben und vermachte den Großteil seines Besitzes  seinem jüngeren Bruder Richard.